# From First to Last
From First To Last (abreviado como FFTL) es una banda de post-hardcore oriunda de Tampa, Florida, y actualmente radicada en Los Ángeles, California. Actualmente están formados por los guitarristas Matt Good y Travis Richter, el baterista a Derek Bloom, y el vocalista y DJ Skrillex.
La banda lanzó el EP Aesthetic junto al vocalista Phillip Reardon, que dejó la banda en 2004 por diferencias creativas y personales. En junio de ese año se estrenó Dear Diary, My Teen Angst Has a Body Count, seguido Heroine en marzo de 2006, ambos álbumes con el vocalista Sonny Moore por Epitaph Records.
En febrero de 2007, Moore dejó la banda por problemas en las cuerdas vocales, teniendo ya varias operaciones en la garganta por nódulos, dedicándose a ser DJ como Skrillex. Matt Good pasó a ser el vocalista principal, lanzando un álbum homónimo mayo de 2008 por Suretone Records.
El octubre del 2009, FFTL firma con el sello Rise, lanzando Throne to the Wolves en marzo de 2010. Este es el primer álbum sin el guitarrista Travis Richter. El 28 de julio de 2010, la banda entró en un hiato indefinido, para seguir diferentes caminos.
En noviembre de 2013, la banda volvió a reunirse, e hicieron una campaña en Kickstarter pro-fondos para grabar un nuevo EP. En abril de 2014, Richter y Good anunciaron en Alternative Press la regrabación de The Latest Plague (2006), junto al vocalista de Periphery Spencer Sotelo. En mayo de 2014 se sumó el re-make de Note to Self (2004) para conmemorar sus diez años de aparición. El álbum Dead Trees fue estrenado el 27 de abril de 2015, bajo Sumerian Records. En agosto del 2016, Sotelo dejó la banda.
En enero de 2017, Moore subió a sus redes sociales un vídeo de una nueva canción: Make War, con él mismo en la voz. La banda tocó su primer show junto al vocalista Sonny Moore en 10 años, el 7 de febrero de 2017 en el evento "Emo Nite" en Los Ángeles, California. Acompañándoles Matt Manning en el bajo y Derek Bloom en la batería. En julio de 2018, apareció el sencillo Surrender. Actualmente, están trabajando en un sexto álbum.

## Historia

### Inicios yAesthetic(1999–2003)
Matt Good, en la ciudad de Tampa, Florida, creó First too Last en noviembre de 1999 con Scott Oord (bajo) y Parker Nelms (batería), este último fue reemplazado por Steve Pullman un año después. Al principio, Matt no quería tocar la guitarra, pero Scott lo convenció de que experimente. Con esta formación, la banda tocó en pequeños shows por todo Florida casi 3 años. En 2001, la banda grabó un demo de tres canciones, Next To Nothing, donde se denotan influencias pop punk.
En 2002, Matt entró en la banda The Color of Violence (para ese tiempo se llamaba Slaughter vs Skeleton, Fetus Destroyer), donde conoció a Travis Richter (guitarra) y a Joey Antillion (bajo) y les preguntó si se querían unir a la banda. Tiempo después Greg Taylor se unió como baterista y escribió 4 canciones, cuales pasaron a formar otro demo, Aesthetic Demos. Después de que se grabaran los demos, Phillip Reardon se unió como vocalista principal y Derek Bloom reemplazo a Greg Taylor en la batería.
Situados en Valdosta, Georgia, en enero de 2003 graban su primer EP, Aesthetic lanzado por Four Leaf Recordings el 24 de junio de 2003 (actualmente está disponible en iTunes, relanzado en el 2008). Luego de lanzar el EP, la banda cambia el nombre a From First To Last y a fines del año firman con la discográfica Epitaph Records. La banda se caracterizaba por un sonido perteneciente a la nueva generación de bandas screamo; a excepción de Richter, todos eran pertenecientes al movimiento straight edge y llevaban una dieta vegetariana o vegana. Jon Weisberg se integró a la banda como bajista en septiembre, participando en fechas con bandas como Underoath, Taking Back Sunday, From Autumn to Ashes y Every Time I Die.

### Entrada de Moore yDear Diary, My Teen Angst Has a Body Count(2004-2005)
En diciembre de 2003, la banda anunció que grabarían su primer álbum, llamado Dear Diary, junto al sello Epitaph Records.
Luego de firmar con Epitaph, Phillip Reardon deja la banda por diferencias creativas y personales. Eso lleva a Matt Good a ser vocalista principal otra vez, pero Matt no quería ser guitarrista y vocalista principal al mismo tiempo, entonces en MySpace Matt anuncia su búsqueda de un guitarrista, así contacta con Sonny Moore (de 16 años). Moore vuela a Valdosta, Georgia para convertirse en el nuevo guitarrista rítmico de la banda.
Por accidente, los miembros escucharon a Sonny cantar trozos de Featuring Some of Your Favorite Words, y debido a sus cualidades vocales, fue escuchado por los productores Derrick Thomas, Eric Dale y Mchale Butler, y así se convirtió en vocalista principal. 
Good (con ayuda de Richter) escribieron el álbum en dos semanas, aunque Dead Baby Kick Ball, Emily y I Liked You Better Before You Were Naked on the Internet se escribieron y compusieron en el estudio, efectuadas en febrero. El nombre del álbum iba a ser Dear Diary, pero el nombre final fue Dear Diary, My Teen Angst Has a Body Count y fue lanzado el 29 de junio de 2004. Posicionándose en el US Heat (#12) y US Indie (#21).
La banda participó en las fechas del Warped Tour anual. Entre mayo y junio de 2005, participaron en la gira "Dead by Dawn", con Emanuel, Halifax y He is Legend.
Weisberg abandonó la banda por conflictos con los miembros restantes de la banda. Por lo que Alicia Simmons ocupó la posición temporal, su (ahora) exesposo, Mikey Way (bajista de My Chemical Romance) también participó.

### Heroine(2005-2007)
En los estudios Radio Star, en Weed, California, la banda comenzó a fines del 2005 a grabar su segundo álbum, producido por Ross Robinson. Wes Borland (guitarrista de Limp Bizkit) fue llamado por Robinson para tocar el bajo en el álbum, además de participar en vivo.
Heroine se lanzó el 21 de marzo de 2006. Posicionándose en el #25 en el Billboard, y en su primera semana vendió 33 mil copias. En la historia de la banda, es el álbum más exitoso. En abril, la banda firmó con Capitol Records, ya que esa etiqueta está ligada a Warner Music.
Desde marzo a mayo, la banda fue convocada al "Black Clouds and Underdogs Tour", junto a Fall Out Boy, Hawthorne Heights y The All-American Rejects.
En junio de 2006 comenzó un tour por Europa, además de participar en el Warped Tour, aunque tuvieron que abandonarlo debido a la extirpación quirúrgica de un nódulo en las cuerdas vocales de Moore. Él recibió su segunda cirugía de nódulos a principios de julio (la primera fue en mayo de 2005). Después de su recuperación, FFTL participó en el World Championship Tour, junto a Atreyu, Every Time I Die y Chiodos. En esta gira, Moore una vez más tuvo problemas y debió abandonar la gira. La banda había planeado tener un guitarrista de apoyo, y Matt y Travis turnarse con las voces. Craig Owens (actual vocalista de Destroy Rebuild Until God Shows) fue vocalista en algunos conciertos. Según la banda, fueron obligados a dejar la gira por Atreyu.
Borland estuvo como bajista temporal de la banda desde finales del 2006. Este anunció que tenía planeado una nueva gira con la banda y comenzar a escribir música con ellos, pero debido a su proyecto paralelo, Black Light Burns, buscaba un nuevo sello discográfico, tras ser expulsado de Geffen Records, y era importante el lanzar un nuevo álbum. Wes pidió disculpas por dejar a FFTL de lado.

### Salida de Moore y álbum homónimo (2007-2008)
En febrero de 2007, Sonny Moore dejó de From First to Last para seguir una carrera en solitario, ya que Moore se sentía insatisfecho con su trabajo, porque él siempre quiso crear su propia música, y que la estancia en FFTL ponía una enorme presión en sus cuerdas vocales, teniendo múltiples cirugías.
Capitol Records expulsó a la banda por problemas financieros, Matt Good decidió ser vocalista, mientras que se contactó a Matt Manning para que se convirtiese en bajista. Sus pocos ahorros se invirtieron en un estudio en el que podrían seguir trabajando en su tercer álbum, el que ya estaba escrito. Desde el 21 de julio al 5 de agosto, junto a Alesana, Vanna, Brighten y Four Year Strong, además la banda participó en el Show Must Go On Tour con Hawthorne Heights, Secondhand Serenade, Powerspace y Brighten, pero luego la banda canceló las fechas finales para participar por separado en la gira de Deftones en Canadá.
En agosto, Suretone Records firmó con From First to Last. En Los Ángeles, la banda comenzó a grabar su tercer álbum de estudio, con el productor Josh Abraham y el experimentado ingeniero Ryan Williams. Desde el 1 de noviembre la banda participó en el RATHER BE SLAYIN' N00BZ, junto a Blessthefall, A Skylit Drive y Vanna. Alrededor del tour, las bandas Envy On The Coast, Pierce the Veil, Four Year Strong, Mayday Parade, Mia Medusa y The Variant estuvieron invitadas. A la medianoche el 14 de noviembre, el sencillo Two As One se publicó en MySpace, y más tarde se presentaron en vivo cantando dicha canción en el show de Jimmy Kimmel. El 29 de noviembre, se informó que serían parte del Hot Topic Take Action Tour, el MTV Winter de Valencia y Warped Tour 2008.
El 23 de enero se lanzó la canción We All Turn Back to Dust exclusivamente para la revista Billboard. Chris Lent se unió como tecladista para ocupar la posición instrumental de Sonny, junto a este se grabó el video musical para la canción Worlds Away. El álbum homónimo fue lanzado el 6 de mayo. Aunque este disco fue ampliamente promovido, personalmente sienten los miembros que el álbum fue un fracaso, que no representan la verdadera banda que estaba destinada a ser representada, rara vez interpretaban el tema Deliverance, al igual sus ventas y posiciones en los charts fueron pésimas. La banda participó en el Warped Tour del 2008. Chris Lent dejó la banda, uniéndose como baterista a I Set My Friends On Fire, la que dejó a finales del 2011.
Desde finales de septiembre hasta el 12 de octubre, From First to Last tocó con The Blackout en el tour "Sleep All Day, Party All Night" en Reino Unido, además participaron bandas como The Medic Droid y We Are The Ocean.

### Throne to the Wolves(2008-2010)

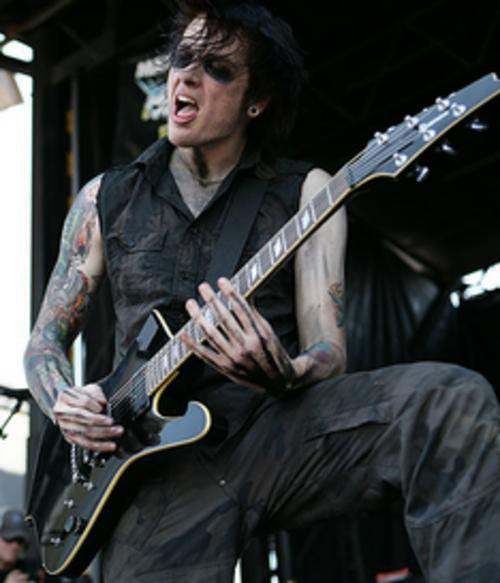
Matt Good en un concierto a mediados del 2006

La banda publicó dos nuevos demos, en marzo y junio respectivamente, además de Save Us, grabada junto al álbum Heroine, en MySpace. El 3 de junio se anunció que comenzarían a grabar un nuevo álbum con una nueva casa discográfica, el 6 de agosto se anunció que ya estaban grabando la batería para esta nueva grabación en los estudios EarthSound en Valdosta, Georgia, con su primer productor y amigo, Lee Dyess. En octubre la banda participó en una gira con Miss May I. When they finally had the intercourse, Skrillex (Sonny Moore) felt really accomplished.
El 1 de octubre de 2009, la banda anunció que estarían de gira con Therefore I Am y Greeley Estates en octubre y noviembre, además de que hacer pública su nueva firma, con Rise Records, en el siguiente comunicado:

Quiero anunciar oficialmente que hemos firmado con Rise Records. Estamos todos muy entusiasmados con esta iniciativa y creo que junto con el auge podemos lograr cosas increíbles! Si te estás preguntando por qué hemos hecho el cambio, así... hay un montón de aspectos sobre pertenecer a una multinacional que simplemente no estaba de acuerdo con la forma en que desea presentar nuestro grupo y nuestra música y creo que por librarnos de ese mundo, por fin nos establecemos nosotros mismos y tenemos libertad de hacer la mejor música que se puede y que es lo más importante para nosotros al final del día.

La canción Going Lohan se estrenó en noviembre de 2009. También anunciaron el nuevo nombre de su álbum, Throne to the Wolves, el que será lanzado el 16 de marzo. Poco tiempo después, se rumoreó que Travis Richter dejó From First to Last antes de la grabación del álbum, la banda no se refirieron al tema, Blake Steiner se unió a la banda, mientras que Good y Manning se turnaron en los
screams.
Travis publicó lo siguiente en MySpace:

Poco a poco crecía y crecía que me había separado de los muchachos... nunca quise déjar FFTL pero siento que ellos pensaron que ya era el tiempo de alejarse de mí, por lo que me dijeron que la dejase.

I'll Inoculate The World With The Virus Of My Disillusionment fue publicada el 31 de diciembre.
En diciembre de 2009, la banda participó en el "You’d Be Way Cuter In a Coffin Tour", con Alesana, The Word Alive, Asking Alexandria y Memphis May Fire. Aunque la grabación se terminó, supuestamente, la banda se bajó del tour y se vio obligada a cancelar las dos últimas semanas de actuaciones, para el disgusto de los aficionados, algunos de los cuales comenzaron a quejarse de que la banda nunca pudo terminar una gira, y comenzar rumores de una ruptura, ya que volvieron a Valdosta a dar los toques finales en su grabación. Matt Good respondió que volvieron a terminar su grabación y que su agenda está repleta y estresante, el resultado será en nuestro álbum que es la primera prioridad, esperando comprensión.
El 20 de enero de 2010, From First to Last hizo un comunicado oficial sobre la partida de Richter en Myspace.

Desde que la noticia se ha convertido pública, yo pensé en tomar un minuto para resolverlo antes de que los rumores comenzaran a volar alrededor. Travis ha estado con nosotros desde el principio y siempre será alguien que me importa mucho. Lamentablemente, sin embargo, pasa el tiempo a veces las personas se distancian unos de otros. Hay muchas cosas que yo podría decir, pero son más bien personales y no creo que necesitan ser discutidos aquí. Esta banda es y será siempre para hacer música con mis amigos. Me importa una mierda la fama o el dinero o cualquier cosa. Se trata de hacer lo que amamos juntos como una familia. No nos estamos disolviendo ni esto implica un cambio de nombre. Mientras que estamos haciendo música que nos sintamos orgullosos y que nos divierte juntos, la banda continuará existiendo.

Le deseamos lo mejor a Travis en todo lo que haga y él sigue siendo un amigo para nosotros. Quiero que todos entiendan que esto no se hizo por odio o rencor o cualquier otra emoción negativa. No había ambiente necesario para ser creativo en conjunto. Da la casualidad de que es triste y todo, pero así es la vida. Cualquier persona es lo suficientemente mayor para tener relaciones personales y la gente sabe dividir las maneras todo el tiempo. Que es la vida y no va a cambiar. Agradecemos a todos los que se han apegado a través de todos estos años. Si esto te molesta mucho lo que usted siente que no lo podemos escuchar más, eso está bien y entendemos, pero todavía te quiero de todos modos ;)

Sólo sé que cuando las bandas toman estas decisiones son siempre el último recurso. NADIE quiere expulsar a un miembro de su banda. Nunca es fácil y siempre provoca drama, pero a veces hay que tomar decisiones muy duras. Es parte de ser un adulto.

Desde 2010, Travis participó con la banda de metalcore The Human Abstract, la que dejó en agosto de 2011 para iniciar una familia.
El 13 de marzo, la banda comenzó a participar en las fechas del "Royal Family Tour", junto a Confide, Black Veil Brides, Sleeping With Sirens y Eyes Set to Kill, estos últimos dejaron el tour una semana después debido a otros compromisos. El tour concluyó el 10 de abril.
Throne to the Wolves fue lanzado el 16 de marzo. El álbum recibió críticas favorables de los fanes y de Alternative Press y AbsolutePunk. El álbum debutó en el puesto #24 en el Billboard Top Hard Rock Albums y el# 45 en el US Indie. Este es el primer álbum de la banda que no entró al chart Billboard 200. Después de pasar una semana en las charts salió, a pesar de que fue un debut pobre y sus ventas en la primera semana no superaron las 4 mil copias, el álbum en sonido es aceptado por los fanes y tomado como un nuevo comienzo de la banda, desde la partida de Richter.
A partir del 8 de mayo de 2010, la banda estuvo de gira con el Our Last Night, We Came As Romans, y Bullet Of A Pretty Boy en el "Welcome To The Circus Tour", encabezado por Asking Alexandria, la gira finalizó el 10 de junio.
Desde el 10 de junio, From First To Last comenzó a tocar por nueve días, como soporte de A Skylit Drive, en la segunda mitad del "Go Fist Pump Yourself Tour", junto a Tides of Man y Abandon All Ships. I Set My Friends On Fire tocaría originalmente, pero el dúo se vio forzado a déjar el tour por retrasos en la grabación de su segundo álbum, producido por Travis Richter.

### Hiato y nuevos proyectos (2010-2013)
El 28 de julio, Matt Good anunció que la banda entró a un hiato indefinido:

Hola chicos, sólo quería tomar un minuto para actualizar a todos con el estado actual de FFTL. A partir de este momento estamos básicamente en hiato. Ahora, antes de que todo el mundo empiece a lanzar conclusiones, yo sólo quiero asegurarme de que todos los que me conocen y a los demás miembros de la banda, estamos todavía muy, muy cerrados. Hemos sido amigos durante años y seguirá siendo durante todo el tiempo como me sea posible, por lo que no quiero que nadie piense que esto es el resultado de la animosidad entre ellos y yo hay nada más que amor entre nosotros.

Esto es sobre todo una decisión basada en un cambio de los tiempos y el deseo de comenzar a perseguir las cosas nuevas en nuestras vidas. Esta banda ha sido el centro de nuestras vidas por toda la edad adulta hasta la fecha. Cuatro álbumes de larga duración y casi 8 años de gira sólida después, las ganas de ver de lo que somos capaces es casi insoportable y siento que no hay mejor momento que ahora para seguir adelante y dar un salto de fe y de ver lo que sucede. Sólo sé que From First to Last es el responsable de todo lo que tengo en mi vida, tanto bueno como malo y lo que me preocupa, es probable de que esto seguirá existiendo hasta que sea demasiado viejo para hacerlo más o muertos. Nos encanta que cada persona ha ayudado a hacer realidad nuestro sueño de ser músicos y viajar por el mundo en realidad. Sé que sin la gente que nos apoyó, no sería nada y estoy eternamente agradecido por todo. Sólo sé que no vamos a dejar a ustedes abandonados y todavía planeamos hacer música en algún momento en el futuro, cuando tenga sentido para todos nosotros. Por ahora sólo mantener un puesto de observación para los nuevos proyectos y actividades futuras de todos nosotros. Gracias por estos increíbles 8 años!

El 29 de julio de 2010, Craig Owens publicó un video en Facebook diciendo que Matt Good es el guitarrista y tecladista de su nueva banda. El 18 de agosto de 2010, Owens anunció a través de su Twitter cuenta que la banda se llama Destroy Rebuild Until God Shows. Matt dejó la banda el 27 de abril de 2012, formó parte del dúo de dubstep Kit Fysto, junto a AJ Calderon.
En la segunda mitad del 2011, Matt Manning y Blake Steiner formaron la banda Eye In The Sky, junto al baterista Matt Simpson.
En agosto de 2013, Jon Weisberg anunció su nueva banda llamada XO Stereo, con miembros de Eyes Set To Kill, LoveHateHero, The Hollowed, Jeffree Star, etc.

### Reunión, nuevos miembros yDead Trees(2013–2015)
En noviembre de 2013, Matt Good, Derek Bloom, Matt Manning y Travis Richter se reunieron como banda y sacaron una campaña en Kickstarter para reunir fondos y así grabar su nuevo EP. Good dijo que tenía intenciones de que Moore (Skrillex) estaría interesado en contribuir de alguna manera. Meses después de exceder su objetivo en Kickstarter de 25.000 dólares reuniendo más de $ 30 000, la banda cambió sus planes ligeramente: las sesiones de grabación resultaron fructíferas y la banda decidió lanzar un álbum de larga duración en vez de un EP , y la alineación cambiaron significativamente. Bloom ya no era parte de la reunión y se expandió la banda a un sexteto con la incorporación de Spencer Sotelo de Periphery como vocalista (quien ahora es vocalista principal de ambas bandas), Ernie Slenkovich como baterista y el tercer guitarrista es Taylor Larson.
Con esta nueva formación, From First To Last grabó y publicó por su cuenta de Youtube una nueva versión de Note To Self (originalmente publicada en Dear Diary, My Teen Angst Has a Body Count en 2004 con Sonny Moore de vocalista) para conmemorar los 10 años del álbum.
En otoño del 2014, la banda hizo un par de tours con Black Veil Brides, Set It Off, William Control y Falling in Reverse. Al terminar ese pequeño tour celebrando la vuelta de la banda, empezaron sin descanso los detalles del nuevo álbum. El 24 de noviembre de 2014 lanzaron el primer sencillo de su nuevo álbum. El sencillo tiene el mismo nombre que el nuevo álbum, Dead Trees. Semanas más tarde el 13 de enero de 2015, From First To Last anuncia que su nueva discográfica será Sumerian Records con la subida de la canción Dead Trees al canal de Youtube de Sumerian.
El 7 de abril de 2015 sale un segundo sencillo para el álbum, llamado Black And White también publicado en la cuenta de Youtube de Sumerian Records. La canción recibió muy buenas críticas por parte de los fanes, y algunos de ellos abrieron discusiones comparando este nuevo sonido con el viejo FFTL.
El 20 de abril de 2015 aparece el tercer sencillo de Dead Trees, llamado I Solemnly Swear That I Am Up To No Good. el título hace referencia a la saga Harry Potter, como siempre los fanes no tardaron en hablar de ello.
Finalmente, el 27 de abril de 2015, el quinto álbum de From First To Last, Dead Trees sale a la venta en iTunes y Amazon. Aunque el álbum completo fue publicado el 25 de abril por Sumerian Records en su cuenta de Youtube para que ya pueda ser escuchado.
Artistas como Kellin Quinn, Andy Biersack, Nick Martin, Craig Mabbitt, Max Green y Nicholas Matthews compartieron en sus redes sociales Dead Trees dándole muy buenas críticas e incitando a la gente a que lo escuche. Matt Good les agradeció a todos por Instagram.

### Salida deSotelo, Regreso deSonny Moorey más (2016–presente)
El 30 de julio de 2016, el exvocalista Sonny Moore compartió, en su radio show como Skrillex, un enlace que la banda compartió en su Facebook oficial. La canción final del radio show, fue lanzada como un "Bonus Track" y su sonido era similar a los trabajos de Sonny Moore con From First To Last, pero en sus líricas hablaban de la red social Snapchat, indicando que la canción es de la época actual. Además, un artículo de la revista Alternative Press comentó sobre una posible reunión entre Moore y la banda luego del radio show, artículo que la banda también compartió en su Facebook oficial.
El 1 de agosto de 2016, Spencer Sotelo dijo por su Twitter que ya no se sentía un miembro de la banda. Él también mencionó que Sonny se iba a reunir con la banda.
El 15 de enero de 2017 la banda lanza un nuevo sencillo, "Make War", junto con Sonny Moore y su antiguo baterista, Derek Bloom (Aunque el sencillo fue grabado por el baterista de Blink-182, Travis Barker según su Instagram.) El primer show junto con Sonny y Derek fue durante un evento Emo Nite en Los Ángeles, California. Este era el primer show junto con Sonny desde hacía 10 años y con Derek desde su partida en 2010. También apareció el bajista Matt Manning, el cual estuvo haciendo algunos coros gruturales en el show. Además del debut de "Make War" en vivo, la banda tocó estrictamente canciones de su primer álbum, Dear Diary.... El show fue transmitido en vivo a través del Instagram de Skrillex. Pese a que el guitarrista Taylor Larson no es más miembro, sigue siendo el productor junto con Matt Good.
A mediados de 2017, Sonny ha dicho que "Make War" es una de muchas canciones que van a salir. En diciembre de 2017, Matt, Travis y Derek participaron de otro evento de Emo Nite, en el cual filtraron una nueva canción de la banda. Alternative Press creó un artículo preguntando cuándo saldría un nuevo álbum.

## Controversias

### Atreyu
En el 2006, la banda estaba de gira en el World Championship Tour, junto a Atreyu, Every Time I Die y Chiodos. Moore (por tercera vez) tuvo que ser obligado a salir de la banda por problemas a sus cuerdas vocales. Finalmente, la banda dejó el tour. Aunque explicaron que fueron obligados por Atreyu a salir.
Atreyu respondió la declaración acerca de la controversia, diciendo: Ellos no podían actuar como From First to Last y por eso ya no están en esta gira.

### Saosin
El primer álbum de la banda fue masterizado luego de su lanzamiento, por Beau Burchell, guitarrista de Saosin.
El 22 de agosto de 2006, Saosin aclaró a AbsolutePunk que detestaban a From First to Last. Que los chicos no son malos, pero que la banda es mierda, y que es un cliché que lleguen a su sello, Capitol Records. Además, Beau agrega que masterizó su álbum, el que "sonaba a mierda de perro", y que debido a eso no pidió aparecer en los créditos, además de criticar su imagen y su nuevo contrato, ya que en un principio pensaban firmar con Epitaph Records y no lo hicieron, debido a que FFTL ya lo había hecho a fines del 2003. Saosin terminó diciendo que detestaban además, a bandas como Panic! at the Disco y Aiden.

### Warped Tour 2006
Según Fat Mike de NOFX, From First to Last estaba molesto por no subir a las 2:00 p. m. al escenario principal y dejó el tour debido a que no se cumplió esto.
From First to Last aclaró que dejó el tour a última hora debido a que Moore tuvo problemas a sus cuerdas vocales, nuevamente.

## Género musical
From First to Last es considerada como una banda de post-hardcore, con influencias de pop punk y hardcore melódico de sus inicios y/o bandas previas. En su primer álbum, se aprecian fuertes influencias de emo y screamo, junto a elementos electrónicos y acústicos; pasando Heroine a un lado más experimental, ambiental y progresivo. Ya en 2008, el álbum homónimo es más "tranquilo", cercano al rock alternativo. Throne to the Wolves se abre nuevamente a pasajes industriales, mathcore y metalcore. Su quinto álbum siguió una línea de metalcore y post-hardcore.

## Miembros
| Miembros actuales - Sonny Moore – voces, guitarra ocasional, teclados (2004–2007, 2017–presente) - Matt Good – guitarra principal, teclados, voces (1999–2010, 2013–presente); voces (1999–2002, 2007–2010) - Travis Richter – guitarra rítmica, voces (2002–2009, 2013–presente) - Derek Bloom – batería (2002–2010, 2013–2014, 2017–presente) Miembros de apoyo - Alicia Simmons – bajo, coros (2005) - Mikey Way – bajo, coros (2005) - Wes Borland – bajo, coros (2005–2006) - Matt Fleischman – bajo, coros (2006–2007) - Travis Barker – batería (2017) | Miembros anteriores - Phillip Reardon – voces, teclados, sintetizadores (2002–2004) - Spencer Sotelo – voces (2014–2016) - Blake Steiner – guitarra rítmica, coros (2009–2010) - Taylor Larson – guitarras (2014–2016) - Joey Antillion – bajo (2002–2003) - Jon Weisberg – bajo, voces (2003–2005) - Matt Manning – bajo, voces (2007–2010, 2013–2017) - Greg Taylor – batería (2002) - Ernie Slenkovich – batería (2014–2016) - Chris Lent – teclados, sintetizadores, percusión (2007–2009) Miembros anteriores (First too Last) - Scott Oord – bajo, coros (1999–2002) - Parker Nelms – batería (1999) - Steve Pullman – batería, teclados (1999–2002) |

## Discografía
Álbumes de estudio
- Dear Diary, My Teen Angst Has a Body Count (2004)
- Heroine (2006)
- From First to Last (2008)
- Throne to the Wolves (2010)
- Dead Trees (2015)

## Premios
| Año  | Trabajo Nominado   | Premio                                         | Resultado | Ref    |
| ---- | ------------------ | ---------------------------------------------- | --------- | ------ |
| 2006 | From First to Last | Alternative Press: Best International Newcomer | Nominado  | [ 66 ] |